# هدنة أرزينجان
هدنة أرزينجان هي التسوية الموقعة بين الدولة العثمانية وجمهورية روسيا الاتحادية الاشتراكية السوفيتية خلال الحرب العالميّة الاولى، والتي أنهت الحروب على جبهة القوقاز.

## خلفية تاريخية
بعد اندلاع الحرب العالمية، اختارت الدولة العثمانية المكان الذي اعتبرته الأنسب لنفسها بين العمالقة المتحاربين، وجدت أنه من المناسب الانحياز إلى جانب ألمانيا، حيث كان لديها عداء طويل الأمد مع دول الوفاق؛ وهكذا، فإن انحيازها لقوى المركز جعلها وجهاً لوجه مع عدوها اللدود، روسيا.
استمرت حالة الحرب التي بدأت مع روسيا في نوفمبر 1914 حتى قيام الثورة في روسيا. ومع اندلاع الثورة، تدهورت الأوضاع في روسيا ولم يعد بإمكان الجيش الروسي القتال على جبهة القوقاز، لذلك، كان التأثير الكبير لا يهين على الجبهة القوقازية، وفي غضون ذلك، كان الجيش العثماني في وضع حرج في فبراير 1917. لم يكن وضع الجيش مواتياً للقيام بهجوم كبير، كان الجيشان يعَانَيَا من نقص في العدد والطعام، وعدم كفاية الملابس والمعدات والذخيرة، ومن ناحية أخرى، كانت وسائل النقل في مستوى لا يفي إلا بالاحتياجات الأساسية.
وبعد قيام الثورة البلشفية في روسيا تفكك الجيش الروسي القوقازي الأمر الذي أدى لقيام الجيش الثالث العثماني بالتقدم نحو الأراضي الروسية عام 1917 واستعادة جميع المدن التي خسرها بل وإلى التقدم إلى كارس التي كانت الدولة العثمانية قد خسرتها في أعقاب الحرب الروسية العثمانية (1877-1878). إن رؤية غزو الأراضي التركية في روسيا أسرت مرة أخرى ذهن أنور باشا، لأنه كان يرغب في التعويض عن "الأراضي العربية" التي كانت تركيا الآن في طور خسارتها.

## تاريخ
في 21 نوفمبر 1917 قدمت روسيا طلباً للهدنة، كان عرض روسيا للهدنة بمثابة نذير بأن الحرب، التي استمرت لمدة ثلاث سنوات على الجبهة القوقازية، انتهت لصالح الأمبراطورية العثمانية. من ناحية أخرى، لم يكن وضع الروس جيدًا في المقدمة (الجبهة)، حيث بدأت أحداث الانسحاب في الازدياد بحلول كانون الأول ديسمبر، وحتى الضباط الروس انسحبوا مع جنودهم وجاءوا إلى قارص وتبليسي.
أدت هذه الأحداث السلبية في الجبهة فقط إلى دفع الروس إلى الهدنة في أسرع وقت ممكن، تم قبول عروض السلام من قبل الأطراف وتم التوقيع على هدنة في بريست ليتوفسك في 5 ديسمبر، والتي أنهت وضع الحرب، وبناء على هذه الهدنة، ومن أجل وضع حد فعلي للحرب بين الدولة العثمانية وروسيا، كان لا بد من التوصل إلى حل وسط منفصل وتحديد شروط الهدنة على الجبهة القوقازية.
بعد فترة انتظار طويلة، في 14 ديسمبر، ذكر الجنرال بيرجيفاليسكي إنه سيكون من الجيد مناقشة القضايا المتعلقة بالهدنة المزمع توقيعها فيما يتعلق بالجبهة القوقازية الفارسية بين القائد العام الروسي والقائد العام التركي.
في 15 ديسمبر، تقرر أن يلتقي المندوبان الروسي والتركي ويتحدثان في إرزينجان، وعلى الرغم من كل الاضطرابات والعقبات، التقى المندوبون المعينون في مدينة أرزينجان في 15 ديسمبر 1917 وبدأوا المفاوضات واستمرت هذه المفاوضات لمدة ثلاثة أيام.
تم التوقيع على نص الهدنة في 18 ديسمبر 1917م، ومع الانتهاء من وضع الهدنة، انتهت محادثات السلام التي استمرت لفترة طويلة في الجبهة، وفي نفس اليوم تم التوقيع على هدنة من قبل مندوبي روسيا على الجبهة الشرقية الألمانية.
كانت أحكام الهدنة سارية المفعول منذ توقيعها، وبما أنه لم يتم تلقي إجابة محددة حول قبول هذه الهدنة، التي تخص جميع الجبهات الروسية، بما في ذلك الجبهات البرية والبحرية والجوية، من قبل المندوبين الروس في إرزنجان، فقد استمرت الأعمال العدائية على الجبهة القوقازية.

## ملخص توقيع الهدنة
في 18 ديسمبر 1917، في الساعة 3:00 عصراً، تم التوقيع على الهدنة التابعة لجبهة القوقاز. بتوقيعها توقف العمل العسكري بين الجيوش العثمانية الروسية في جبهة القوقاز، ووقع الاتفاق بين الجيشين. غادر الجنود الروس الجبهة وعادوا إلى منازلهم، وغادر عدد من القوات الروسية من أجل الحملة الفارسية، خلافًا لقواعد الهدنة، ظل الجنرال نيكولاي باراتوف مع جنوداً في همدان وفي كرمانشاه، وبقي عقيد روسي يُدعى لازار بيشراخوف مع  10 آلاف جندي، تم دعم كلا القوتين بضباط ارتباط بريطانيين لاستكمال العدد.
تم رسم خط حدودي مع الأخذ في الاعتبار الوضع وقت إنشائه. وفقًا للاتفاقية، لن يُسمح بالنقل الاستراتيجي للقوات ولا يمكن نقل أي فرقة من الجيش التركي من القوقاز إلى بلاد ما بين النهرين، وذلك حتى لا يعزز العثمانيون الجبهة العثمانية البريطانية بالجيش التركي المتواجد في القوقاز.
وعلاوة على ذلك، فقد نص نص الهدنة على أن جميع بنود الهدنة الموقعة على الجبهة الأوروبية ستكون سارية أيضاً على الجبهة القوقازية.

## الأثر
كان الهدف الحقيقي من الهدنة هو تحديد خط لا يمكن للجيشين عبوره، وهكذا تم تأجيل كل الأمور، كان المكان الذي تعثرت فيه المفاوضات هو منطقة القوقاز بنفطها وموادها الأولية ووضعها الاستراتيجي، وشعوبها المختلفة.
بعد توقيع الهدنة، ازداد الاضطراب في القوات الروسية، ولم يكن هناك ما يسمى بالانضباط في الجيش، وبدأ الجنود في التمرد على ضباطهم. بحسب شروط الهدنة، اضطر الروس لمغادرة الأراضي التي كانوا فيها، لكن كان هناك مخاوف من حدوث بعض الخلافات والأحداث غير المتوقعة أثناء الانسحاب، وبالنظر إلى كل هذه الاحتمالات، فقد راعت الرئاسة تحذير القادة المفوضين بهذا الشأن، ونشر بيان عام حول هذا الموضوع، مع بيان؛ سلوك الجنود الأتراك أثناء الانسحاب الروسي، تم تحديد الإجراءات الواجب اتخاذها من قبل قيادة الجيش، وأسلوب إدارة الأراضي التي سيتم إخلاؤها والتدابير الواجب اتخاذها في هذا الصدد في إطار مبادئ معينة.
في 12 فبراير، وبعد أن أصدر العثمانيون مذكرات احتجاجية بشأن مذبحة المدنيين المسلمين التي ارتكبتها العصابات الأرمينية خلف خط الجبهة، أمر وهيب باشا قواته بالتقدم، في انتهاك لاتفاق وقف إطلاق النار.(ص.120) عرضت الوحدات الجورجية والأرمنية مقاومة رمزية فقط، ودخل العثمانيون إرزينجان وأرزروم، متحركين في اتجاه فان وإسبير وكارس وباتوم.(ص.120) ومع ذلك، في 23 فبراير، رد وهيب باشا بشكل إيجابي على سؤال مفوضية عبر القوقاز حول التفاوض على سلام دائم.(ص.120)
تمّ لاحقاً استبدال الهدنة بمعاهدة برست ليتوفسك مع روسيا، الموقعة في 3 مارس 1918، ومعاهدة باطومي مع الدول الخلف لمفوضية القوقاز، والتي وقعت في 4 يونيو 1918.

## روابط خارجية
- المفاوضات العثمانيّة القوقازية: معلومات عن هدنة أزرينجان؛ نسخة مؤرشفة.